# Barun
Barun (kinesiska: 巴隆, 巴隆乡, 伊克高里) är en socken i Kina. Den ligger i provinsen Qinghai, i den nordvästra delen av landet, omkring 400 kilometer väster om provinshuvudstaden Xining. Antalet invånare är 5 285. Befolkningen består av 2 494 kvinnor och 2 791 män. Barn under 15 år utgör 21,0 %, vuxna 15-64 år 72 %, och äldre över 65 år 5,0 %.
Trakten runt Barun är nära nog obefolkad, med mindre än två invånare per kvadratkilometer. Det finns inga andra samhällen i närheten. Trakten runt Barun består i huvudsak av gräsmarker.
Genomsnittlig årsnederbörd är 388 millimeter. Den regnigaste månaden är juli, med i genomsnitt 98 mm nederbörd, och den torraste är december, med 3 mm nederbörd.